# Centre universitaire de coopération économique et sociale
Le Centre Universitaire de Coopération Economique et Sociale (CUCES) est un service créé en 1954 pour rapprocher l'université et l'entreprise pour la formation des adultes à Nancy. Il a rejoint l'Université de Lorraine. Le CUCES a joué un rôle majeur dans le développement économique et social grâce à des méthodes pédagogiques innovantes qui inspireront l’essentiel des actions actuelles de la formation en général.

## Histoire du CUCES
En 1954, la France souffre d'une pénurie générale d’ingénieurs, de techniciens supérieurs et de cadres, tandis qu'à Nancy, dont Jean Capelle est devenu recteur, se pose la question de la reconversion des personnels des bassins houillers et sidérurgiques. Jean Capelle crée avec André Grandpierre, de la société Pont-à-Mousson, le CUCES, centre pionnier de la formation continue alliant université et industrie. 
Bertrand Schwartz dirige le CUCES de 1960 à 1972. Il en définit les objectifs en insistant sur le perfectionnement des ingénieurs et cadres et sur le développement de la PST (Promotion Supérieure du Travail), les unités capitalisables mises en place. Des méthodologies de “l'analyse des besoins en formation” seront élaborées soit par une recherche-action soit par des protocoles d'enquêtes. 
L'implication des chercheurs de l'Institut national pour la formation des adultes (INFA) et des formateurs du CUCES dans les événements de 1968 vaudra à l'Institut l'hostilité des entrepreneurs locaux (les patrons de l'Union des industries et métiers de la métallurgie demanderont le blocage des subventions alors que le Comité régional de la formation professionnelle rejettera la demande de financement au motif de « déviation politique »).
En 1976, Michel Kuhn met en place des systèmes d'apprentissage de l'anglais dans le cadre de la formation permanente au CUCES.
L'INFA et le CUCES ont été des lieux d'expérimentations en pédagogie et de recherche en sociologie, en psychologie et en sciences de l'éducation qui ont permis de nombreuses publications, soit dans la collection créée ad hoc, soit chez d'autres éditeurs. L'INFA réalisera de nombreuses recherches « qui représentent un ensemble particulièrement riche sur la formation des publics les plus éloignés de la culture scolaire ». Des expérimentations pédagogiques originales y seront développées. Des programmes de formation de formateurs y seront élaborés par des formateurs de l'INFA et par ceux du CUCES.